# An Evening with Adele
An Evening with Adele è stato il primo tour musicale della cantautrice britannica Adele, a supporto del suo primo album in studio 19 (2008).

## Artisti d'apertura
- The Script (Nord America - primavera 2009)[1][2][3][4]
- James Morrison (Nord America - gennaio 2009)[5][6]
- Sam Sparro (Regno Unito - estate 2008)[7]

## Scaletta
1. Cold Shoulder
2. Melt My Heart to Stone
3. Daydreamer
4. Best for Last
5. Right as Rain
6. Many Shades of Black (cover dei The Raconteurs)
7. First Love
8. Tired
9. Make You Feel My Love (cover di Bob Dylan)
10. Fool That I Am (cover di Etta James)
11. Hometown Glory

Encore
1. Crazy for You
2. That's It, I Quit, I Movin' On (cover di Sam Cooke)
3. Chasing Pavements

Fonti:

## Date del tour
| Data             | Città               | Paese       | Luogo                            |
| ---------------- | ------------------- | ----------- | -------------------------------- |
| Regno Unito      |                     |             |                                  |
| 23 aprile 2008   | Cardiff             | Galles      | St. David's Hall                 |
| 24 aprile 2008   | Newcastle upon Tyne | Inghilterra | The Journal Tyne Theatre         |
| 26 aprile 2008   | Edimburgo           | Scozia      | The Queen's Hall                 |
| 28 aprile 2008   | York                | Inghilterra | Grand Opera House                |
| 30 aprile 2008   | Ipswich             | Inghilterra | Regent Theatre                   |
| 1º maggio 2008   | Cambridge           | Inghilterra | Cambridge Corn Exchange          |
| 3 maggio 2008    | Southampton         | Inghilterra | Southampton Guildhall            |
| 4 maggio 2008    | Birmingham          | Inghilterra | New Alexandra Theatre            |
| 6 maggio 2008    | Londra              | Inghilterra | O2 Shepherds Bush Empire         |
| 7 maggio 2008    | Londra              | Inghilterra | O2 Shepherds Bush Empire         |
| 10 maggio 2008   | Maidstone           | Inghilterra | Radio 1's Big Weekend            |
| Nord America     |                     |             |                                  |
| 21 maggio 2008   | Los Angeles         | Stati Uniti | Roxy Theatre                     |
| 23 maggio 2008   | San Francisco       | Stati Uniti | Bimbo's 365 Club                 |
| 26 maggio 2008   | Vancouver           | Canada      | Red Room                         |
| 27 maggio 2008   | Seattle             | Stati Uniti | The Triple Door                  |
| 29 maggio 2008   | Portland            | Stati Uniti | Mission Theatre & Pub            |
| 31 maggio 2008   | Chicago             | Stati Uniti | Martyr's                         |
| 2 giugno 2008    | Minneapolis         | Stati Uniti | Theatre de la Jeune Lune         |
| 6 giugno 2008    | Toronto             | Canada      | Queen Elizabeth Theatre          |
| 7 giugno 2008    | Montréal            | Canada      | Outremont Theatre                |
| 11 giugno 2008   | New York            | Stati Uniti | Highline Ballroom                |
| 12 giugno 2008   | New York            | Stati Uniti | Highline Ballroom                |
| 14 giugno 2008   | Manchester          | Stati Uniti | Great Stage Park                 |
| 16 giugno 2008   | Philadelphia        | Stati Uniti | World Cafe                       |
| 18 giugno 2008   | Washington          | Stati Uniti | Sixth & I Historic Synagogue     |
| 22 giugno 2008   | Boulder             | Stati Uniti | Fox Theatre                      |
| Europa           |                     |             |                                  |
| 28 giugno 2008   | Parigi              | Francia     | La Cigale                        |
| 11 giugno 2008   | Berlino             | Germania    | Postbanhof                       |
| 13 giugno 2008   | Montreux            | Svizzera    | Convention Centre                |
| 15 giugno 2008   | Amsterdam           | Paesi Bassi | Paradiso                         |
| 20 giugno 2008   | Londra              | Inghilterra | Somerset House                   |
| 25 giugno 2008   | Londra              | Inghilterra | Bush Hall                        |
| Regno Unito      |                     |             |                                  |
| 12 novembre 2008 | Islington           | Inghilterra | Union Chapel                     |
| 21 dicembre 2008 | Londra              | Inghilterra | The Roundhouse                   |
| Nord America     |                     |             |                                  |
| 14 gennaio 2009  | Somerville          | Stati Uniti | Somerville Theatre               |
| 16 gennaio 2009  | Philadelphia        | Stati Uniti | The TLA                          |
| 17 gennaio 2009  | Washington          | Stati Uniti | 9:30 Club                        |
| 19 gennaio 2009  | Chicago             | Stati Uniti | Park West                        |
| 20 gennaio 2009  | St. Paul            | Stati Uniti | Fitzgerald Theater               |
| 22 gennaio 2009  | Denver              | Stati Uniti | Bluebird Theater                 |
| 23 gennaio 2009  | Salt Lake City      | Stati Uniti | Murray Theatre                   |
| 26 gennaio 2009  | Seattle             | Stati Uniti | Neumos Crystal Ball Reading Room |
| 27 gennaio 2009  | Portland            | Stati Uniti | Wonder Ballroom                  |
| 29 gennaio 2009  | San Francisco       | Stati Uniti | Warfield Theater                 |
| 30 gennaio 2009  | Los Angeles         | Stati Uniti | Wiltern Theatre                  |
| 10 marzo 2009    | San Diego           | Stati Uniti | House of Blues                   |
| 11 marzo 2009    | Scottsdale          | Stati Uniti | Martini Ranch                    |
| 13 marzo 2009    | Austin              | Stati Uniti | La Zona Rosa                     |
| 15 marzo 2009    | Houston             | Stati Uniti | Warehouse Live                   |
| 16 marzo 2009    | Dallas              | Stati Uniti | Granada Theatre                  |
| 18 marzo 2009    | Atlanta             | Stati Uniti | Variety Playhouse                |
| 19 marzo 2009    | Nashville           | Stati Uniti | Mercy Lounge                     |
| 21 marzo 2009    | Detroit             | Stati Uniti | Andrews Hall                     |
| 22 marzo 2009    | Cleveland           | Stati Uniti | Beachland Ballroom & Tavern      |
| Europa           |                     |             |                                  |
| 18 aprile 2009   | Amsterdam           | Paesi Bassi | Heineken Music Hall              |
| 19 aprile 2009   | Groninga            | Paesi Bassi | Oosterpoort Main Hall            |
| Nord America     |                     |             |                                  |
| 29 aprile 2009   | Montréal            | Canada      | Métropolis                       |
| 30 aprile 2009   | Toronto             | Canada      | Massey Hall                      |
| 3 maggio 2009    | Boston              | Stati Uniti | Orpheum Theatre                  |
| 4 maggio 2009    | Philadelphia        | Stati Uniti | Electric Factory                 |
| 5 maggio 2009    | New York            | Stati Uniti | Roseland Ballroom                |
| 29 giugno 2009   | Hollywood           | Stati Uniti | Hollywood Bowl                   |
| Europa           |                     |             |                                  |
| 12 luglio 2009   | Rotterdam           | Paesi Bassi | North Sea Jazz Festival          |